# Đurađ I

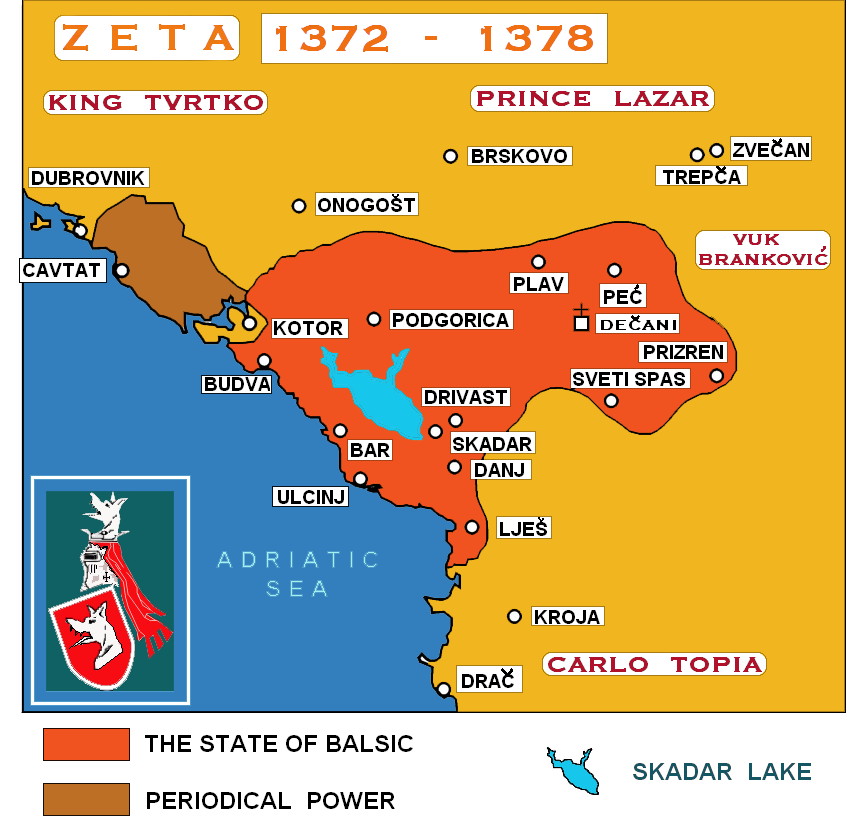
het rijk van Đurađ I

Đurađ I (Servisch: Ђурађ I), (Albanees: Gjergj Balsha) was de heerser van Zeta van 1362 tot 13 januari 1378, en een lid van de Balsha-dynastie die over Zeta heerste van 1356 tot 1435. Hij was de oudste van de drie zoons van Balša I. Zijn eigen vrouw, Olivera, was een dochter van koning Vukašin Mrnjavčević.
In het jaar 1362 kwam Đurađ aan de macht, nadat zijn vader de heerschappij over Zeta aan hem overgedragen had. Gedurende zijn heerschappij verbeterde de economie in Zeta. In 1373 sloot hij een verbond met vorst Lazar Hrebeljanović van Servië, ban Tvrtko I van Bosnië en Lodewijk I van Hongarije om Nikola Altomanović van Herzegovina te verslaan, die later asiel verkreeg bij Đurađ I, tot zijn dood. Đurađ I veroverde de steden Trebinje, Konavle en Herceg Novi in Hercegovina, nadat hij Nikola Altomanović had verslagen in 1373.
Đurađ I stierf op 13 januari 1378. De heerschappij over Zeta werd overgedragen aan zijn jongere broer Balša II, die heerste tot 1385.